# Staffan Ulfstrand
Staffan Ulfstrand, född 12 december 1933, död 7 september 2023 i Uppsala, var en svensk professor i ekologisk zoologi, och en berömd ornitolog. Han blev känd för allmänheten för de tre delarna om fåglar i Djurens värld, men skrev om fåglar och ekologi redan tidigt i sin karriär, i synnerhet fåglarnas flyttvägar. Han har vid sidan av sin huvudgren i forskningen även sysslat med människans evolution.
Ulfstrand disputerade med Benthic animal communities of river Vindelälven in Swedish Lapland : field studies with special reference to Ephemeroptera, Plecoptera, Trichoptera and Diptera Simuliidae vid Lunds universitet 1968. Sedan 1970-talet var han verksam vid Uppsala universitet. Ulfstrand var professor i zooekologi vid Uppsala universitet 1978–1998.

## Priser och utmärkelser
År 2001 tilldelades han Disapriset för populärvetenskap med motiveringen: Staffan Ulfstrand tilldelas priset för sin förmåga att enkelt klargöra komplexa problem utan att ge avkall på den vetenskapliga exaktheten. Genom sitt sätt att väva samman vetenskapliga resultat med det självupplevda väcker han nyfikenhet hos läsaren och lockar till vidare studier. Staffan Ulfstrand utsågs till Årets folkbildare 2009 av föreningen Vetenskap och Folkbildning. Samma år tilldelades han Linnémedaljen i guld av Uppsala universitet.
År 2010 tilldelades han Kungliga Vetenskapsakademiens Letterstedtska författarpris för sin bok Darwins idé. Den bästa idé någon någonsin haft och hur den fungerar idag.